# Colonia Reconstrucția
Colonia Reconstrucția (węg. Bohntelep) – wieś w Rumunii, w okręgu Braszów, w gminie Feldioara. W 2011 roku liczyła 647 mieszkańców.